# World Trade Center nr. 4
 Denne artikel omhandler den gamle bygning 4. For den nye bygning, se 150 Greenwich Street.
World Trade Center nr. 4 (4 WTC) var en ni-etagers høj kontorbygning beliggende i den sydlige del af World Trade Center-komplekset i Lower Manhattan. Under terrorangrebet den 11. september 2001 kollapsede bygningen efter sammenbruddet af sydtårnet (WTC 2), og senere blev bygningen nedrevet.
I øjeblikket bliver en ny bygning under navnet 150 Greenwich Street opført.
| Bygning eller seværdighed | Spire Denne artikel om en bygning, et bygningsværk eller en seværdighed er en spire som bør udbygges. Du er velkommen til at hjælpe Wikipedia ved at udvide den. |

40°42′37.47″N 74°0′42.96″V / 40.7104083°N 74.0119333°V